# 김찬동
김찬동은 대한민국의 행정학자, 대학교수이다. 서울대학교 경제학과 및 동 행정대학원을 졸업하고, 일본 도쿄 대학교에서 정치학 박사 학위를 받았다. 서울시정개발연구원 도시경영부 부연구위원, 서울도시연구 편집위원, 수도권정책센터 연구원으로도 활동하고 있다.